# Batrisodes tumoris
Batrisodes tumoris är en skalbaggsart som beskrevs av Park 1960. Batrisodes tumoris ingår i släktet Batrisodes och familjen kortvingar. Inga underarter finns listade i Catalogue of Life.